# Phloeomys
A Phloeomys az emlősök (Mammalia) osztályának a rágcsálók (Rodentia) rendjébe, ezen belül az egérfélék (Muridae) családjába tartozó nem.

## Rendszerezés
A nembe az alábbi 2 faj tartozik:
- sörtés kéregpatkány (Phloeomys cumingi) Waterhouse, 1839 – típusfaj
- luzoni kéregpatkány (Phloeomys pallidus) Nehring, 1890